# Nota accusativi
Nota accusativi (latin för "signal för ackusativ") är en grammatisk term som betyder "betecknar ackusativ", och tillämpas allmänt på språkliga indikatorer för ackusativ, exempelvis användningen av prefixet "et" i hebreiska för substantiv i ackusativ, vilket indikeras genom den bestämda artikeln (det vill säga det).
Fortsättning av det hebreiska exemplet (här förkortas nota accusativi med NACC):
| Ani             | ro'eh   | et   | ha- | kelev. |
| 1s              | se.sg.m | nacc | def | hund   |
| Jag ser hunden. |         |      |     |        |
Å andra sidan kan "jag ser en hund" förenklas som "Ani ro'eh kelev". Detta hebreiska exempel är, naturligtvis, en specialiserad användning av nota accusativi eftersom hebreiska endast använder nota accusativi när substantivet ifråga är bestämt (definit).
I japanska är partikeln "を" (uttalad "お") den direkta objektsmarkören och markerar mottagaren av en åtgärd.
I toki pona används ordet e för att markera ackusativ.
Nota accusativi finns också i armeniska, grekiska och andra språk.
I andra språk, särskilt de som visar kasus grammatiskt, finns det oftast en separat form (för varje deklination, om sådana finns) för att ange ackusativ. Nota accusativi ska inte förväxlas med sådana kausala former, då termen nota accusativi betecknar en separat partikel som anger ackusativ.